# Hair (песня)
«Hair» (рус. Волосы) — промосингл американской исполнительницы Леди Гаги c её второго студийного альбома Born This Way. Авторами песни являются Леди Гага и RedOne. Сингл вышел в ночь с 16 на 17 мая в 00:00 (МСК) в магазине iTunes.

## О песне

Lady Gaga исполняет песню «Hair» на «Good Morning America»

### Предыстория и релиз
Впервые Гага рассказала о песне в интервью для журнала Vogue.
Первым промосинглом с альбома Born This Way изначально должен был стать трек «The Edge of Glory», но из-за коммерческого успеха песни было принято решение выпустить «The Edge of Glory» полноценным синглом, а промосинглом выпустить трек «Hair».

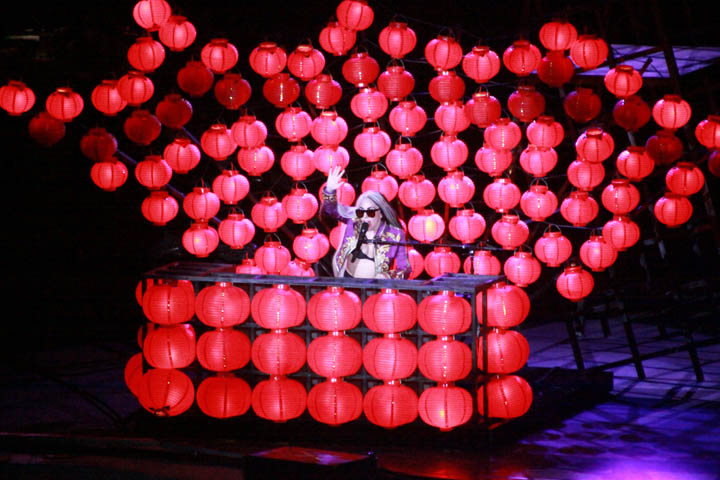
Lady Gaga исполняет песню «Hair» на Тайване

### Обложка сингла
Обложка выполнена в черно-белом стиле, на ней ярко выделены розовые волосы Леди Гаги.

### Лирика
В песнях «Hair», как и «The Edge of Glory», присутствует партия саксофона. Лирика песни рассказывает о становлении Гаги как индивидуальности. От первого лица она говорит об отношениях со своими родителями, о своем внешнем виде, который они никак не могли принять. Волосы же здесь приобретают метафоричное значение — это некий символ индивидуальности, с которым по жизни идет каждый человек.

## Список композиций
- Цифровая дистрибуция[2]

1. «Hair» — 5:08

## Чарты
| Чарт (2011)                          | Высшая позиция |
| ------------------------------------ | -------------- |
| Australian Singles Chart             | 20             |
| Belgian Singles Chart (Валлония)     | 11             |
| Belgian Singles Chart (Фландрия)     | 19             |
| Canadian Hot 100                     | 11             |
| Danish Singles Chart                 | 29             |
| French Singles Chart                 | 16             |
| Irish Singles Chart                  | 14             |
| Italian Singles Chart                | 5              |
| Netherlands Single Top 100           | 15             |
| New Zealand Singles Chart            | 9              |
| Norwegian Singles Chart              | 5              |
| Scottish Singles Chart               | 10             |
| South Korea Gaon International Chart | 21             |
| Spanish Singles Chart                | 9              |
| UK Singles Chart                     | 13             |
| US Billboard Hot 100                 | 12             |

## Интересные факты
- Lady Gaga называет «Hair» исповедью перед сном.
- «Hair» не планировали делать промосинглом.
- Lady Gaga связывает название песни с тем, что волосы — это единственная часть её тела, которую она может поменять по своему желанию.